# Ganako
Ganako è una circoscrizione rurale (rural ward) della Tanzania situata nel distretto di Karatu, regione di Arusha. Conta una popolazione di 15 481 abitanti (censimento 2012).